# Джентльмены женятся на брюнетках
«Джентльмены женятся на брюнетках» — музыкальный фильм 1955 года американского режиссёра Ричарда Сэйла по книге Аниты Лус «Но джентльмены женятся на брюнетках» (1927).
Фильм является продолжением вышедшей двумя годами ранее ленты «Джентльмены предпочитают блондинок» (автор книги, по которой снимался тот фильм, — та же Анита Лус), но был принят критиками и зрителями далеко не так позитивно, как «Блондинки…»

## Сюжет
Бонни (играет Джейн Рассел) и Конни Джонс (играет Джинн Крейн) — сёстры-артистки (шоугёрлз). Однажды им надоедает Нью-Йорк, в котором они провели всю свою жизнь, и девушки решают покинуть Бродвей и отправиться в Париж, чтобы стать всемирно известными и заодно найти свою настоящую любовь.

## В ролях
- Джинн Крейн — Конни Джонс
- Джейн Рассел — Бонни Джонс
- Алан Янг — Чарли Биддл
- Скотт Брэди — Дэвид Акшен
- Руди Валлье — камео
- Гай Миддлтон — Эрл Викенвара
- Эрик Полманн — Баллард
- Гвидо Лоррейн — Марсель
- Ферди Мэйн — Дюфон
- Гвен Вердон — прислуга

## Премьерный показ в разных странах[1]
- США — 29 октября 1955
- Швеция — 6 февраля 1956
- Западная Германия — 30 марта 1956
- Австрия — апрель 1956
- Финляндия — 27 июля 1956
- Турция — ноябрь 1957

Кроме того фильм официально переводился на итальянский, французский, испанский и греческий языки.

## Факты
- В одной из сцен (гостиничная прислуга) ненадолго появляется известная актриса и танцовщица Гвен Вердон, но её поведение в кадре посчитали слишком вызывающим и сексуальным, и эпизод был удалён. Несмотря на это, её имя ещё некоторое время появлялось в титрах, а сама сцена с ней позже была переснята и добавлена в не-музыкальную версию фильма[2].